# محمد مسعود
محمد مسعود (1 مايو 1994 - ) هو لاعب كرة طائرة مصر. شارك في الكرة الطائرة في الألعاب الأولمبية الصيفية 2016.

## وصلات خارجية
- محمد مسعود على موقع أوليمبيديا (الإنجليزية)